# Cynon Valley (circonscription du Senedd)
Pour les articles homonymes, voir Cynon Valley.
Cynon Valley est une circonscription de l'Assemblée nationale du pays de Galles.

## Membres de l'Assemblée
| Élection | Élection | Membre            | Parti               | Portrait |
| -------- | -------- | ----------------- | ------------------- | -------- |
|          | 1999     | Christine Chapman | Labour Co-operative |          |
|          | 2016     | Vikki Howells     | Labour              |          |

## Élections

### Élections dans les années 2010
| Élections de l'Assemblée galloise 2016: Clwyd West |                   |                  |        |      |       |
| Parti                                              | Parti             | Candidat         | Votes  | %    | ±     |
|                                                    | Labour            | Vikki Howells    | 9,830  | 51.1 | −10.9 |
|                                                    | Plaid Cymru       | Cerith Griffiths | 3,836  | 19.9 | −7.3  |
|                                                    | UKIP              | Liz Wilks        | 3,460  | 18.0 | N/A   |
|                                                    | Conservateur      | Lyn Hudson       | 1,177  | 6.1  | −2.1  |
|                                                    | Green             | John Matthews    | 598    | 3.1  | N/A   |
|                                                    | Liberal Democrats | Michael Wallace  | 335    | 1.7  | −0.9  |
| Majorité                                           | Majorité          | Majorité         | 5,994  | 31.2 | -3.5  |
| Participation                                      | Participation     | Participation    | 19,236 | 38.2 | +2.3  |
|                                                    | Labour hold       | Labour hold      | Swing  |      |       |

| Élections de l'Assemblée galloise 2011: Cynon Valley |                   |                       |        |      |      |
| Parti                                                | Parti             | Candidat              | Votes  | %    | ±    |
|                                                      | Labour Co-op      | Christine Chapman     | 11,626 | 62.0 | +5.3 |
|                                                      | Plaid Cymru       | Dafydd Trystan Davies | 5,111  | 27.2 | −0.6 |
|                                                      | Conservateur      | Daniel Saxton         | 1,531  | 8.2  | −2.2 |
|                                                      | Liberal Democrats | Ian Walton            | 492    | 2.6  | −2.5 |
| Majorité                                             | Majorité          | Majorité              | 6,515  | 34.7 | +5.9 |
| Participation                                        | Participation     | Participation         | 18,760 | 35.9 | −2.5 |
|                                                      | Labour Co-op hold | Labour Co-op hold     | Swing  | +3.0 |      |

### Élections dans les années 2000
| Élections de l'Assemblée galloise 2007: Cynon Valley |                   |                    |        |      |       |
| Parti                                                | Parti             | Candidat           | Votes  | %    | ±     |
|                                                      | Labour Co-op      | Christine Chapman  | 11,058 | 56.7 | −7.8  |
|                                                      | Plaid Cymru       | Liz A. Walters     | 5,435  | 27.8 | +6.5  |
|                                                      | Conservateur      | Neill S.M. John    | 2,024  | 10.4 | +3.8  |
|                                                      | Liberal Democrats | Margaret H. Phelps | 1,000  | 5.1  | −2.5  |
| Majorité                                             | Majorité          | Majorité           | 5,623  | 28.8 | −13.9 |
| Participation                                        | Participation     | Participation      | 19,517 | 38.4 | +1.2  |
|                                                      | Labour Co-op hold | Labour Co-op hold  | Swing  | −7.2 |       |

| Élections de l'Assemblée galloise 2003: Cynon Valley |                   |                    |        |       |       |
| Parti                                                | Parti             | Candidat           | Votes  | %     | ±     |
|                                                      | Labour Co-op      | Christine Chapman  | 10,841 | 65.0  | +19.4 |
|                                                      | Plaid Cymru       | David A. Walters   | 3,724  | 22.3  | −20.1 |
|                                                      | Liberal Democrats | Rob O. Humphreys   | 1,120  | 6.7   | −0.3  |
|                                                      | Conservateur      | Daniel C.B. Thomas | 984    | 5.9   | +1.1  |
| Majorité                                             | Majorité          | Majorité           | 7,117  | 42.7  | +39.6 |
| Participation                                        | Participation     | Participation      | 16,669 | 37.5  | −8.3  |
|                                                      | Labour Co-op hold | Labour Co-op hold  | Swing  | +19.8 |       |

### Élections dans les années 1990
| Élections de l'Assemblée galloise 1999: Cynon Valley |                                        |                   |        |      |     |
| Parti                                                | Parti                                  | Candidat          | Votes  | %    | ±   |
|                                                      | Labour Co-op                           | Christine Chapman | 9,883  | 45.6 | N/A |
|                                                      | Plaid Cymru                            | Phil Richard      | 9,206  | 42.5 | N/A |
|                                                      | Liberal Democrats                      | Alison L. Willott | 1,531  | 7.1  | N/A |
|                                                      | Conservateur                           | Edmund R. Hayward | 1,046  | 4.8  | N/A |
| Majorité                                             | Majorité                               | Majorité          | 677    | 3.1  | N/A |
| Participation                                        | Participation                          | Participation     | 21,666 | 45.6 | N/A |
|                                                      | Labour Co-op Vainqueur (nouveau siège) |                   |        |      |     |